# Uini Atonio
Uini Atonio (* 26. března 1990, Timaru) je ragbista hrající na pozici pravého pilíře za francouzský klub La Rochelle a francouzskou reprezentaci. S klubem vyhrál v roce 2022 a 2023 Evropský pohár mistrů. Společně s Fidžanem Botiou jsou jedinými hráči La Rochelle, co pamatují postup z druhé nejvyšší francouzské soutěže a zároveň zažili evropský titul. 
S reprezentací vyhrál Six Nations v roce 2022 a 2025. Zúčastnil se MS 2015 a MS 2023. Narodil se samojským rodičům na Novém Zélandu. V roce 2009 hrál za Samou na MS do dvaceti let. Reprezentovat Francii mohl po tříletém pobytu ve Francii. Premiéru za reprezentaci zažil v listopadu 2014 proti Fidži. Patří mezi ragbisty s největší hmotností na světě.